# Росія на літніх Олімпійських іграх 2012
Росія брала участь у літніх Олімпійських іграх 2012 у Лондоні, Сполучене Королівство, з 27 липня по 12 серпня 2012. Це була п'ята поспіль поява країни на літніх Олімпійських іграх як незалежної держави. Олімпійський комітет Росії відправив загалом 436 спортсменів на Ігри, 208 чоловіків та 228 жінок, змагатися у 24 видах спорту. Вперше за її Олімпійську історію, Росію представляло більше жінок, ніж чоловіків.
Росія покинула Лондон, маючи загалом 82 медалі (24 золоті, 26 срібні та 32 бронзові), посідаючи таким чином четверте місце в медальному заліку. Це є на даний момент найуспішніший виступ Росії на літніх Олімпійських іграх. Росія покращила результат, здобутий на попередніх Іграх, на 1 золоту нагороду, 5 срібних та 4 бронзових, але все-таки не дотягнула до 25 золотих медалей, на які розраховував Олімпійський комітет Росії. Більшість цих медалей були отримані у таких видах спорту, як легка атлетика, боротьба, гімнастика, бокс та важка атлетика. З двадцяти чотирьох видів, у яких виступали російські спортсмени, у шістнадцяти було завойовано принаймні одну Олімпійську медаль. Російські спортсмени домінували у художній гімнастиці та синхронному плаванні, у яких вони повністю вибороли золоті нагороди у всіх дисциплінах. Дев'ять російських спортсменів виграли більш ніж одну Олімпійську медаль у Лондоні. Російські команди також виявилися успішними на цих Іграх, оскільки чоловічі команди у волейболі та баскетболі вибороли золоту та бронзову нагороди відповідно. Вперше за свою історію, Росія виграла Олімпійське золото в дзюдо, причому посівши 1 місце у медальному заліку в цьому виді спорту (3 золота, 1 срібло та 1 бронза).
Серед медалістів країни були Алія Мустафіна, яка стала однією з найуспішніших російських гімнасток в історії, вигравши сумарно чотири Олімпійські медалі на одних Іграх, та Марія Шарапова, яка виборола срібло в тенісному жіночому одиночному розряді проти Серени Вільямс зі Сполучених Штатів. Анастасія Давидова стала найуспішнішою синхронною плавчинею в Олімпійській історії, маючи загалом п'ять золотих нагород, у той час як її співвітчизницям Наталії Іщенко та Світлані Ромашиній вдалося вибороти золоті медалі як в дуеті, так і в командних змаганнях. Ольга Забелінська стала першою російською велогонщицею, яка виграла дві Олімпійські медалі в шосейних змаганнях. Стрибун у воду Ілля Захаров захопив першість Росії у цьому виді після 12 років, виборовши перше в історії російське золото у чоловічому трампліні.
На початку липня міністр спорту Росії Віталій Мутко оголосив, що преміальні за золоту медаль складуть 4 млн рублів, за срібло — 2,5 млн рублів, за бронзу — 1,7 млн рублів. В цілому ці суми відповідають призовим на зимових Олімпійських іграх 2010 у Ванкувері. Вперше в історії радянського та російського спорту на церемонії відкриття Олімпійських ігор прапороносцем збірної стала жінка — 25-річна тенісистка Марія Шарапова, для якої Ігри в Лондоні стали дебютними та успішними. На церемонії відкриття був присутній Голова Уряду Російської Федерації Дмитро Медведєв.

## Нагороди
| Медаль     | Спортсмен | Вид спорту                       | Дисципліна                          | Дата      |
| ---------- | --- | -------------------------------- | ----------------------------------- | --------- |
| Золото     | Арсен Галстян | Дзюдо                            | Чоловіки, до 60 кг                  | 28 липня  |
| Золото     | Мансур Ісаєв | Дзюдо                            | Чоловіки, до 73 кг                  | 30 липня  |
| Золото     | Тагір Хайбулаєв | Дзюдо                            | Чоловіки, до 100 кг                 | 2 серпня  |
| Золото     | Роман Власов | Греко-римська боротьба           | Чоловіки, до 74 кг                  | 5 серпня  |
| Золото     | Алія Мустафіна | Спортивна гімнастика             | Жінки, різновисокі бруси            | 6 серпня  |
| Золото     | Алан Хугаєв | Греко-римська боротьба           | Чоловіки, до 84 кг                  | 6 серпня  |
| Золото DSQ | Юлія Зарипова | Легка атлетика                   | Жінки, 3000 м з перешкодами         | 6 серпня  |
| Золото     | Наталія Іщенко Світлана Ромашина | Синхронне плавання               | Жінки, дуєт                         | 7 серпня  |
| Золото     | Ілля Захаров | Стрибки у воду                   | Чоловіки, Трамплін, 3 метра         | 7 серпня  |
| Золото     | Іван Ухов | Легка атлетика                   | Чоловіки, Стрибки у висоту          | 7 серпня  |
| Золото     | Наталія Антюх | Легка атлетика                   | Жінки, 400 м з бар'єрами            | 8 серпня  |
| Золото     | Наталія Воробйова | Вільна боротьба                  | Жінки, боротьба, до 72 кг           | 9 серпня  |
| Золото     | Марія Громова Анастасія Давидова Наталія Іщенко Дарина Коробова Олександра Пацкевич Світлана Ромашина Анжеліка Тіманіна Ельвіра Хасянова Алла Шишкіна                                                | Синхронне плавання               | Жінки, групи                        |           |
| Золото DSQ | Тетяна Лисенко | Легка атлетика                   | Жінки, метання молота               | 10 серпня |
| Золото     | Джамал Отарсултанов | Вільна боротьба                  | Чоловіки, до 55 кг                  |           |
| Золото     | Юрій Постригай Олександр Дяченко | Веслування на байдарках та каное | байдарка-двійка, 200 м              |           |
| Золото     | Євгенія Канаєва | Художня гімнастика               | особисті змагання                   |           |
| Золото     | Ксенія Дудкіна Аліна Макаренко Уляна Донскова Анастасія Близнюк Кароліна Севастьянова Анастасія Назаренко                                                                                            | Художня гімнастика               | командні змагання                   |           |
| Золото     | Ганна Чичерова | Легка атлетика                   | Жінки, стрибки у висоту             |           |
| Золото DSQ | Марія Савінова | Легка атлетика                   | Жінки, біг на 800 м                 |           |
| Золото DSQ | Сергій Кирдяпкін | Легка атлетика                   | Чоловіки, хода на 50 км             |           |
| Золото     | Єгор Мехонцев | Бокс                             | 81 кг, чоловіки                     |           |
| Срібло DSQ | Світлана Царукаєва | Важка атлетика                   | Жінки, до 63 кг                     | 31 липня  |
| Срібло     | Ксенія Афанасьєва Анастасія Гришина Вікторія Комова Алія Мустафіна Марія Пасіка | Спортивна гімнастика             | жінки, командна першість            |           |
| Срібло     | Ілля Захаров Євген Кузнецов | Стрибки у воду                   | чоловіки, синхронні стрибки         | 1 серпня  |
| Срібло     | Софія Велика | Фехтування                       | Жінки, шабля                        |           |
| Срібло     | Вікторія Комова | Спортивна гімнастика             | Жінки, багатоборстві                | 2 серпня  |
| Срібло     | Камілла Гафурзянова Інна Дериглазова Лариса Коробейникова Аїда Шанаєва | Фехтування                       | Жінки, рапіра серед команд          |           |
| Срібло     | Олександр Михайлін | Дзюдо                            | Чоловіки, понад 100 кг              | 3 серпня  |
| Срібло     | Анастасія Зуєва | Плавання                         | Жінки, 200 метрів на спині          |           |
| Срібло     | Євген Коротишкін | Плавання                         | Чоловіки, 100 метрів батерфляй      |           |
| Срібло DSQ | Наталія Заболотна | Важка атлетика                   | Жінки, до 75 кг                     |           |
| Срібло     | Дмитро Ушаков | Стрибки на батуті                | Чоловіки                            |           |
| Срібло DSQ | Апті Аухадов | Важка атлетика                   | Чоловіки, до 85 кг.                 |           |
| Срібло     | Марія Шарапова | Теніс                            | Жінки, одиночний розряд             | 4 серпня  |
| Срібло DSQ | Олександр Іванов | Важка атлетика                   | Чоловіки, до 94 кг.                 |           |
| Срібло DSQ | Дарія Пищальникова | Легка атлетика                   | Жінки, метання диска                |           |
| Срібло     | Тетяна Каширіна | Важка атлетика                   | Жінки, понад 75 кг                  | 5 серпня  |
| Срібло     | Денис Аблязін | Спортивна гімнастика             | Чоловіки, Опорний стрибок           |           |
| Срібло DSQ | Євгенія Колодко | Легка атлетика                   | Жінки, штовхання ядра               | 6 серпня  |
| Срібло     | Рустам Тотров | Греко-римська боротьба           | Чоловіки, до 96 кг                  | 7 серпня  |
| Срібло     | Олена Соколова | Легка атлетика                   | жінки, стрибки в довжину            | 8 серпня  |
| Срібло     | Софія Очігава | Бокс                             | Жінки, до 60 кг                     | 9 серпня  |
| Срібло     | Надія Торлопова | Бокс                             | Жінки, до 75 кг                     |           |
| Срібло     | Дарія Дмитрієва | Художня гімнастика               | особисті змагання                   |           |
| Срібло DSQ | Ольга Каниськіна | Легка атлетика                   | Жінки, ходьба на 20 км              |           |
| Бронза     | Ольга Забелінська | Велоспорт                        | Жінки, шосейно-групова гонка        | 29 липня  |
| Бронза     | Микола Ковальов | Фехтування                       | Чоловіки, індивідуальна шабля       |           |
| Бронза     | Андрій Гречин Данила Ізотов Євген Лагунов Микита Лобінцев Володимир Морозов Сергій Фесіков | Плавання                         | Чоловіки, 4 × 100 м вільним стилем  |           |
| Бронза     | Іван Ніфонтов | Дзюдо                            | Чоловіки, до 81 кг                  | 31 липня  |
| Бронза     | Ольга Забелінська | Велоспорт                        | Жінки, роздільна шосейна гонка      | 1 серпня  |
| Бронза     | Василь Мосін | Стрілецький спорт                | Чоловіки, дабл-трап                 | 2 серпня  |
| Бронза     | Алія Мустафіна | Спортивна гімнастика             | Жінки, багатоборстві                |           |
| Бронза     | Юлія Єфімова | Плавання                         | Жінки, 200 метрів брасом            |           |
| Бронза     | Ніна Віслова Валерія Сорокіна | Бадмінтон                        | Жінки, парний розряд                | 4 серпня  |
| Бронза DSQ | Тетяна Чернова | Легка атлетика                   | Жінки, семиборстві                  |           |
| Бронза     | Тетяна Петрова-Архипова | Легка атлетика                   | Жінки, марафон                      | 5 серпня  |
| Бронза     | Марія Пасіка | Спортивна гімнастика             | Жінки, Опорний стрибок              |           |
| Бронза     | Денис Аблязін | Спортивна гімнастика             | Чоловіки, Вільні вправи             |           |
| Бронза     | Марія Кириленко Надія Петрова | Теніс                            | Жінки, парний розряд                |           |
| Бронза     | Мінгіян Семенов | Греко-римська боротьба           | Чоловіки, до 54 кг                  |           |
| Бронза     | Заур Курамагомедов | Греко-римська боротьба           | Чоловіки, до 60 кг                  |           |
| Бронза     | Євгенія Колодко | Легка атлетика                   | Жінки, штовхання ядра               |           |
| Бронза     | Олена Ісинбаєва | Легка атлетика                   | Жінки, стрибки з жердиною           |           |
| Бронза     | Алія Мустафіна | Спортивна гімнастика             | Жінки, вільні вправи                |           |
| Бронза     | Руслан Албегов | важка атлетика                   | Чоловіки, + 105 кг                  |           |
| Бронза     | Любов Волосова | Вільна боротьба                  | Жінки, до 63 кг                     |           |
| Бронза     | Олексій Денисенко | Тхеквондо                        | Чоловіки, до 58 кг                  |           |
| Бронза     | Анастасія Баришнікова | Тхеквондо                        | Жінки, понад 57 кг                  |           |
| Бронза     | Олексій Коровашков Ілля Первухін | Веслування на байдарках та каное | Чоловіки, каное-двійки, 1000 метрів | 9 серпня  |
| Бронза     | Давид Айрапетян | Бокс                             | Чоловіки, до 49 кг                  | 10 серпня |
| Бронза     | Денис Царгуш | Вільна боротьба                  | Чоловіки, до 74 кг                  |           |
| Бронза     | Михайло Алоян | Бокс                             | Чоловіки, до 52 кг                  |           |
| Бронза     | Андрій Замковий | Бокс                             | Чоловіки, до 69 кг                  |           |
| Бронза     | Іван Штиль | Веслування на байдарках та каное | каное-одиночка, 200 м               |           |
| Бронза     | Білял Махов | Вільна боротьба                  | Чоловіки, надважка категорія        |           |
| Бронза     | Збірна Росії з баскетболу Олексій Швед Тимофій Мозгов Сергій Карасьов Віталій Фрідзон Саша Каун Євген Воронов Віктор Хряпа Семен Антонов Сергій Моня Дмитро Хвостов Антон Понкрашов Андрій Кириленко | Баскетбол                        | Чоловіки                            |           |

## Академічне веслування
Чоловіки
| Спортсмени                                                        | Дисципліна     | Відбіркові заїзди | Відбіркові заїзди | Втішний заїзд | Втішний заїзд | Чвертьфінали | Чвертьфінали | Півфінали | Півфінали | Фінал   | Фінал |
| Спортсмени                                                        | Дисципліна     | Час               | Місце             | Час           | Місце         | Час          | Місце        | Час       | Місце     | Час     | Місце |
| ----------------------------------------------------------------- | -------------- | ----------------- | ----------------- | ------------- | ------------- | ------------ | ------------ | --------- | --------- | ------- | ----- |
| Владислав Рябцев Олексій Свірін Микита Моргачов Сергій Федоровцев | Парні четвірки | 5:42.26           | 1                 | Н/Д           | Н/Д           | Н/Д          | Н/Д          | 6:13.61   | 5         | 5:59.17 | 8     |

Жінки
| Спортсмени  | Дисципліна | Відбіркові заїзди | Відбіркові заїзди | Втішний заїзд | Втішний заїзд | Чвертьфінали | Чвертьфінали | Півфінали | Півфінали | Фінал   | Фінал |
| Спортсмени  | Дисципліна | Час               | Місце             | Час           | Місце         | Час          | Місце        | Час       | Місце     | Час     | Місце |
| ----------- | ---------- | ----------------- | ----------------- | ------------- | ------------- | ------------ | ------------ | --------- | --------- | ------- | ----- |
| Юлія Левіна | Одиночки   | 7:32.06           | 2                 | Н/Д           | Н/Д           | 7:41.28      | 2            | 7:48.95   | 4         | 7:49.22 | 9     |